# Ney Blanco
Ney Blanco de Oliveira fue un futbolista brasileño, que jugaba como centro delantero. Fue campeón en la Primera División de México, con los Diablos Rojos del Toluca en la temporada 1966-1967, haciendo pareja en la delantera con su paisano Amaury Epaminondas. Posterior a su retiro fue entrenador de varios equipos en México, siendo uno de los entrenadores en jugar con tres defensas, cuando se jugaban en todos los equipos con cuatro. Posteriormente se dedicó a ser promotor de jugadores brasileños a los cuales colocó en varios equipos de la Primera División en México. Fue representante personal y amigo de Pelé en México, principalmente por la gran amistad que tenía, pues él era titular en el Santos brasileño cuando arribó Pelé a dicho equipo, siendo un jovencito, formando parte de la corte del Rey en ese equipo, en la delantera formada por el mismo Pelé, Dorval Dos Santos, Angel Sormani y José Macías "Pepe". Al momento de su muerte era comentarista deportivo en una estación de radio de Guadalajara, Jalisco, con su peculiar estilo de hablar el idioma español.

## Trayectoria
Siendo jugador del Santos de Brasil, este equipo se presentó en la Ciudad de México a jugar un pentagonal y otro en Guadalajara, Jalisco. En esos pentagonales fue visto por Guillermo Cañedo, uno de los directivos principales del Club América, siendo contratado para la temporada 1961, llegando a dicho equipo el 11 de mayo de 1961, junto con otros jugadores brasileños como Moacyr dos Santos, Urubuatao Calvo Nunes y posteriormente José Alves "Zague", conocido como el Lobo Solitario. Solo duró una temporada con este equipo y fue transferido a los Zorros del Atlas de Guadalajara para la temporada 1962, permaneciendo en ese equipo por 5 años. De este equipo, fue transferido a los Diablos Rojos del Club Deportivo Toluca en la temporada 1967-1968 siendo campeón en el equipo diabólico, dirigido por Nacho Trelles y siendo bicampeón del Fútbol Mexicano. De aquí regresó al Atlas de Guadalajara en donde permaneció una temporada y ya iniciándose como entrenador. Pero en la temporada de 1969-1970 fue contratado para dirigir al Club de Fútbol Laguna, la popular Ola Verde con sede en Torreón, Coahuila, pero por problemas en el descenso, nuevamente se calzó los botines y participó como jugador en ese equipo. Pero en ese año se celebraba el Campeonato Mundial de Fútbol en México 1970, y la Federación Mexicana de Fútbol, decidió suspender el descenso, aumentando de 16 a 18 equipos a la Primera División, por lo cual el Laguna permaneció en la Primera División. Finalmente Ney Blanco se retiró del fútbol activo.

## Clubes

### Como jugador
- Santos Futebol Clube (1952 – 1961)
- Club América (1961 – 1962)
- Atlas de Guadalajara (1962 – 1967) y (1968 - 1969)
- Deportivo Toluca (1967 – 1968)
- Club de Fútbol Laguna (1969)

### Como entrenador
- Atlas de Guadalajara (1968 – 1969)
- Club de Fútbol Laguna (1969)

## Muerte
Ney Blanco de Oliveira falleció el 14 de marzo de 2005, en la ciudad de Guadalajara, Jalisco, lugar en donde residía prácticamente desde su retiro del fútbol activo.